# 民族民主大会党
民族民主大会党（缩写为NDC），又称格林纳达、卡里亚库和小马提尼克民族民主大会党，是格林纳达的一个中间偏左的社会民主主义政党。该党成立于1987年10月18日。1990年—1995年，2008年—2013年以及2022年至今，该党为执政党。该党是进步联盟的参加者。